# كاثي إليس
كاثي إليس (بالإنجليزية: Kathy Ellis) (28 نوفمبر 1946 – ) هي سبّاحة، من الولايات المتحدة، مثّلت بلادها في الألعاب الأولمبية الصيفية 1964، وسباحة في الألعاب الأولمبية الصيفية 1964 – سيدات 4 × 100 متر سباحة حرة تناوب ‏، وسباحة في الألعاب الأولمبية الصيفية 1964 – سيدات 100 متر فراشة ‏، وسباحة في الألعاب الأولمبية الصيفية 1964 – سيدات 100 متر سباحة حرة ‏، وسباحة في الألعاب الأولمبية الصيفية 1964 – سيدات 4 × 100 متر تتابع متنوع ‏.

## وصلات خارجية
- كاثي إليس على موقع الاتحاد الدولي للسباحة (الإنجليزية)
- كاثي إليس على موقع قاعة مشاهير السباحة العالمية (الإنجليزية)
- كاثي إليس على موقع أوليمبيديا (الإنجليزية)